# Чейс (округ, Небраска)
Чейс (англ. Chase County) — округ в штате Небраска, США. Столица — Импириал. По данным переписи за 2010 год число жителей округа составляло 3966 человек. В системе автомобильных номеров Небраски округ Чейз имеет префикс 72. Округ был создан в 1886 году.

## География

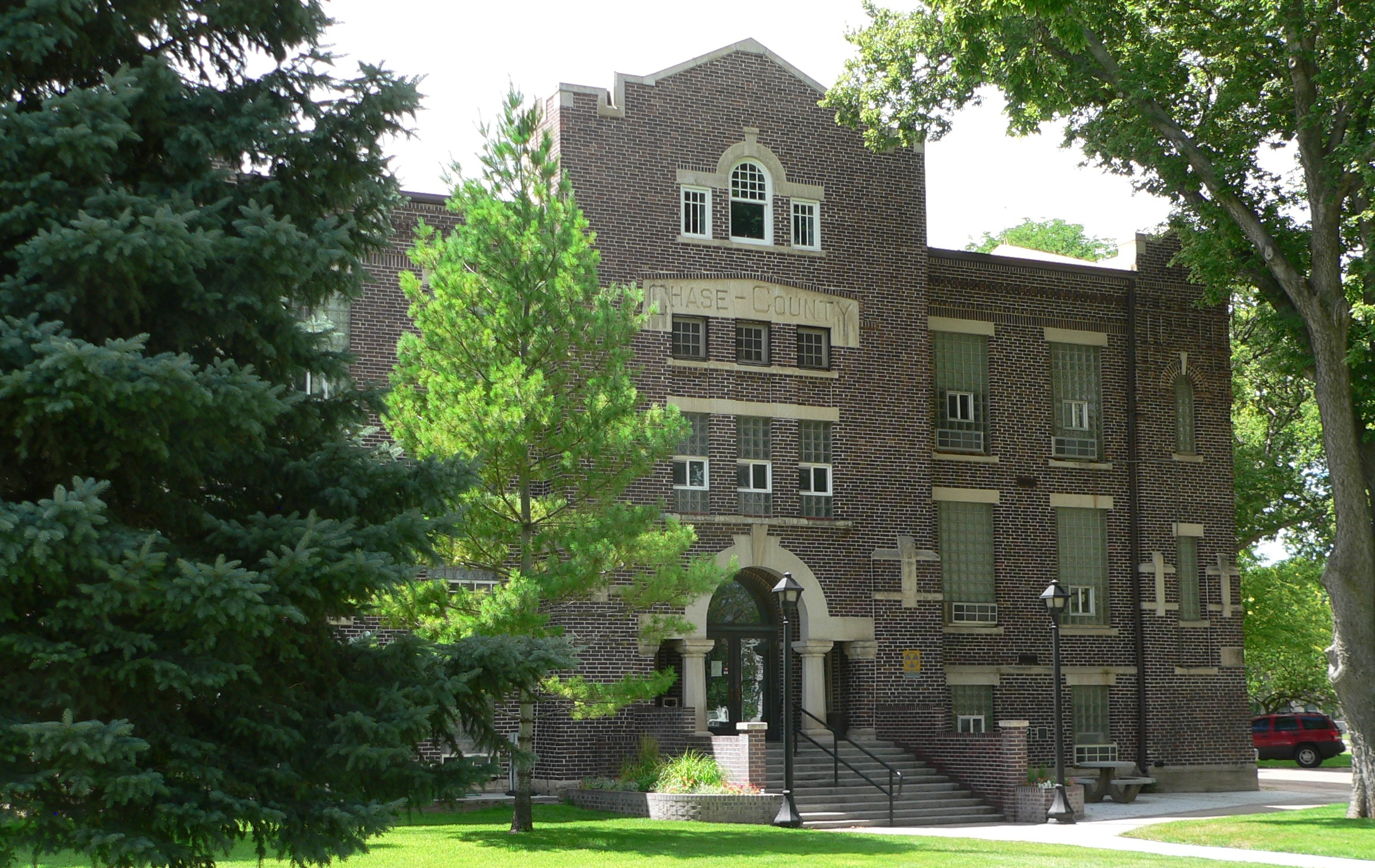
Окружной суд Чейса

По данным Бюро переписи населения США округ Чейс имеет общую площадь в 2323 квадратных километра, из которых 2315 кв. километра занимает земля и 8 кв. километра — вода. Площадь водных ресурсов округа составляет 0,3 % от всей его площади. Основным источником воды округа является река Френчман.

### Транспорт
Через округ проходят:
- US 6 (англ. U.S. Route 6).
- Дорога 61 штата Небраска[англ.].

## История
Округ Чейс был создан 12 апреля 1886 году из части территории округа Хейс. В 1892 году в столицу округа город Империал была проведена железная дорога. Округ был назван в честь первого генерального прокурора Небраски Чемпиона Чейса.

## Население
В 2010 году на территории округа проживало 3966 человек (из них 49,5 % мужчин и 50,5 % женщин), насчитывалось 1681 домашних хозяйства и 1104 семей. Расовый состав: белые — 91,9 %, афроамериканцы — 0,1 %, коренные американцы — 0,1 %, азиаты — 0,1 и представители двух и более рас — 1,2 %.
Население округа по возрастному диапазону по данным переписи 2010 года распределилось следующим образом: 23,8 % — жители младше 18 лет, 2,7 % — между 18 и 21 годами, 53,1 % — от 21 до 65 лет и 13,9 % — в возрасте 65 лет и старше. Средний возраст населения — 43,6 лет. На каждые 100 женщин в Чейсе приходилось 98,2 мужчин, при этом на 100 совершеннолетних женщин приходилось уже 98,0 мужчин сопоставимого возраста.
Из 1681 домашних хозяйств 65,7 % представляли собой семьи: 56,1 % совместно проживающих супружеских пар (20,2 % с детьми младше 18 лет); 5,9 % — женщины, проживающие без мужей и 3,6 % — мужчины, проживающие без жён. 34,3 % не имели семьи. В среднем домашнее хозяйство ведут 2,32 человека, а средний размер семьи — 2,88 человека. В одиночестве проживали 29,9 % населения, 13,9 % составляли одинокие пожилые люди (старше 65 лет).

## Экономика
В 2015 году из 3074 трудоспособных жителей старше 16 лет имели работу 2073 человек. При этом мужчины имели медианный доход в 26 131 долларов США в год против 45 650 долларов среднегодового дохода у женщин. В 2014 году медианный доход на семью оценивался в 60 278 $, на домашнее хозяйство — в 52 422 $. Доход на душу населения — 29 905 $. 7,0 % от всего числа семей в Чейсе и 8,9 % от всей численности населения находилось на момент переписи за чертой бедности.